# 535

## Esdeveniments
- L'exèrcit romà d'Orient, menat per Belisari, desembarca a Sicília i la reincorpora a l'Imperi Romà després de prendre Catània, Siracusa i Palerm, el bastió dels ostrogots a l'illa.[1]
- Chi Min Yao Shu, obra clau de la història de l'agricultura
- Erupció del Krakatau
- Fi de la dinastia Wei del Nord[2]

## Necrològiques
- 8 de maig - Roma, Regne dels Ostrogots: Papa Joan II (n. c. 470).[3]